# Jeremy Taylor

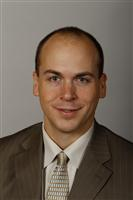
Jeremy Taylor em 2011.

Jeremy Taylor (nascido em 19 de abril de 1978) é um político e professor de inglês de Iowa, Estados Unidos. É um membro da Câmara dos Representantes de Iowa. É membro do Partido Republicano. Taylor entrou para a política em 2008 e foi eleito para a Câmara dos representantes estadual em 2010.
Criado em Sioux City, Taylor é formado em inglês, sendo bacharel pela Dowling College e mestrado pela Universidade da Dakota do Sul. Sua esposa Kim é nativa do Vietnã. Sua família é membro da Igreja Batista e da Igreja Evangélica vietnamita em Sioux City.